# Roger Long
Roger Long   (1680 - 16 de desembre de 1770) va ser un astrònom anglès i mestre del Pembroke College de Cambridge entre 1733 i 1770.
Roger Long era fill de Thomas Long de Croxton, Norfolk. Va ser educat a l'escola de Norwich i més tard va ser admès al Pembroke College de Cambridge el 1696/7. Es va graduar l'any 1700/1, i es va convertir en un company de Pembroke. Va ser ordenat l'any 1716 i es va convertir en rector d'Orton Waterville. Va esdevenir Doctor Divinitatis el 1728 i mestre de Pembroke el 1733. Des de 1750 fins a 1770 va ser el primer titular de la càtedra d'astronomia de Lowndean.